# Día de Albacete
El Día de Albacete o Día de la Ciudad de Albacete es la jornada festiva oficial de la ciudad española de Albacete.
Se celebra el día 9 de noviembre, conmemorando así el aniversario de la firma del privilegio de villazgo otorgado a Albacete por Alfonso de Aragón, primer marqués de Villena, el 9 de noviembre de 1375 en Castillo de Garcimuñoz.
En el acto se hace entrega de los reconocimientos concedidos por la ciudad, uno individual y otro colectivo, a personas o instituciones destacadas.